# Castelnau-Picampeau
Castelnau-Picampeau (em occitano:  Castèthnau Picampau) é uma comuna francesa na região administrativa da Occitânia, no departamento do Alto Garona. Estende-se por uma área de 11.3 km², com 208 habitantes, segundo o censo de 2018, com uma densidade de 18 hab/km².